# Berman Literature Prize
Berman Literature Prize är ett internationellt pris, instiftat 2020 genom en donation av Thomas och Catharina Berman. Bermanpriset delades ut för första gången i oktober 2021. Prissumman är på 750 000 svenska kronor årligen och kommer att delas ut i tio år. Priset skall gå till en författare som oavsett bakgrund eller genre verkat i den judiska traditionens anda. 
Juryn bestod 2025 av Daniel Pedersen (ordförande), Ingrid Elam, Hanna Nordenhök, Na’ama Rokem, Thomas Steinfeld och Kaj Schueler. När juryn meddelade donatorerna sitt val av pristagare 2025 ville de inte godkänna valet. Det ledde till att hela juryn avgick.

## Pristagare
- 2021 David Grossman (Israel), Med mig leker livet (2019, i svensk övers. av Natalie Lantz 2020, Albert Bonniers Förlag)
- 2022 Péter Nádas (Ungern), Illuminerade detaljer (2022, i svensk övers. av Daniel Gustafsson, Albert Bonniers Förlag)
- 2023 Maria Stepanova (Ryssland), Minnen av minnet (2020, i svensk övers. av Nils Håkanson, Nirstedt/litteratur)
- 2024 Eduardo Halfon (Guatemala), Canción (2021, i svensk övers. av Hanna Nordenhök 2024, Bokförlaget Tranan)